# Saint-Pierre-d’Amilly
Saint-Pierre-d’Amilly – miejscowość i gmina we Francji, w regionie Nowa Akwitania, w departamencie Charente-Maritime.
Według danych na rok 1990 gminę zamieszkiwało 409 osób, a gęstość zaludnienia wynosiła 21 osób/km² (wśród 1467 gmin regionu Poitou-Charentes Saint-Pierre-d’Amilly plasuje się na 619. miejscu pod względem liczby ludności, natomiast pod względem powierzchni na miejscu 412.).